# Gestion du temps
La gestion du temps est la discipline qui cherche à organiser et optimiser l'emploi du temps d'un individu (ex : gestion du temps ou d'un agenda personnel) ou à l'échelle d'un groupe, voire de grandes collectivités.
Selon un memorandum européen réclamant un droit au temps pour tous (publié par Zeitpolitik, happés par un quotidien souvent stressant et empli d'un nombre croissant de médias et sollicitations non désirées et difficiles à contrôler ou éviter, « les citoyens ont le sentiment d’une accélération de la vie quotidienne et ressentent des contraintes de temps, des incompatibilités temporelles, des inégalités de traitement et des injustices liées au temps ».
Dans le cadre du développement soutenable, certaines collectivités développent désormais des politiques publiques transversales cherchant à limiter le temps inutilement perdu (par exemple dans les embouteillage, les queues, ou en temps de transport par exemple), visant à faciliter, pour les citoyens et entreprises, une gestion du temps plus favorable à l'épanouissement personnel, à l'égalité entre les citoyens et au bien vivre ensemble ; des « démarches temporelles territoriales » encourageant l’échange, le travail collaboratif, le partage de ressources, l’apprentissage, la mutualisation, la coopération, dans un but non-lucratif peuvent y contribuer.
Ne pas confondre la gestion du temps avec la gestion de temps de la gestion de projet.[réf. nécessaire]

## Gestion du temps personnel

### Retour sur temps investi
Une gestion efficace du temps est essentielle pour maximiser le retour sur temps investi (ROTI). En priorisant les tâches et en organisant les emplois du temps, les individus peuvent s'assurer que le temps est alloué aux activités générant la plus grande valeur. La maîtrise de la gestion du temps conduit à une meilleure concentration et une productivité accrue, entraînant un retour global plus élevé sur le temps investi.

### Matrice d'Eisenhower

La matrice d'Eisenhower.

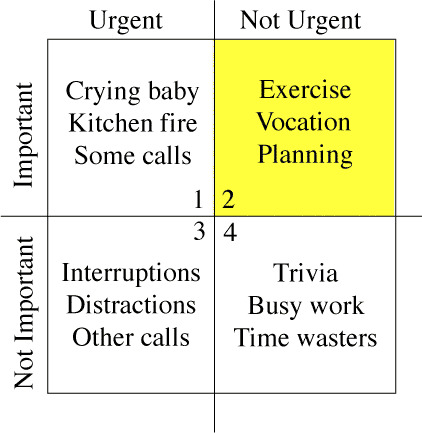
Stephen Covey's time management matrix.

La matrice d'Eisenhower ne doit rien à Eisenhower. Rien, ni dans ses biographies, ni dans ses mémoires n'y fait allusion. Il distingue l'important et l'urgent de ce qui ne l'est pas.
1. Ce qui est important et urgent est fait personnellement et immédiatement.
2. Ce qui est important et non urgent est fait personnellement, et reçoit une échéance.
3. Ce qui n'est pas important mais urgent est délégué.
4. Ce qui n'est ni important ni urgent est abandonné.

### Méthode «Pomodoro»
La technique Pomodoro a été développée par Francesco Cirillo. Elle porte le nom d'une minuterie de cuisine utilisée par son auteur pendant ses études. Elle consiste à diviser le temps en périodes de 30 minutes, dont cinq de récréation ; la pause est allongée à un temps de 15 à 30 minutes tous les quatre Pomodoros. Des applications pour smartphone sont basées sur ce principe.

### La gestion du temps avec Outlook
La fonction gestionnaire de tâche fait de Microsoft Outlook un outil de gestion du temps.[passage promotionnel][réf. souhaitée]
Entre autres outil du même type, Outlook peut aider à identifier et organiser les principales tâches à accomplir (habituelles, demandées par un supérieur, reçues par courriers, pour un suivi de projet ou le travail en équipe…). L'outil permet de créer une liste de tâches ; il est souvent recommandé de :
- commencer l'objet de la tâche par un verbe d'action (préparer, planifier, mettre en œuvre…) ;
- regrouper les tâches et les sous-tâches dans un même plan d'action ;
- Utiliser la fonction périodicité pour faire apparaitre les tâches par jour, semaine, mois, année, ou dates spécifiques.

### Priority Matrix
Une application logicielle de gestion du temps qui permet de réaliser le travail selon l'urgence et l'importance dans des matrices.

### Diagramme de Gantt
Un diagramme de Gantt permet la gestion des tâches ou des projets en les visualisant dans le temps, avec pour avantages :
- la détermination des dates des tâches ou des projets ;
- l'identification des marges existantes de certaines tâches ;
- la visualisation du retard eu d'avancement du travail fait.

### Chrono-analyse
C'est le chronométrage des taches dans le temps. Il permet de mesurer la productivité d'une personne pour une tâche donnée (autrement dit combien faut-t-il de temps pour réaliser une mission). Il implique de définir un axe de temps adapté aux besoins de l'analyse.

### Ludification
La ludification est l'utilisation de mécanique de jeux dans d'autres domaines (comme avec Habitica). Elle peut motiver certains à optimiser leur agenda et à développer leurs capacités de simulation et de mémorisation pour minimiser le temps inutilement perdu et gagner du temps de loisir et de repos.

## Politiques publiques de gestion du temps
Les politiques publiques et la bonne gouvernance visent notamment une bonne gestion des ressources (idéalement en tenant compte de leur caractère pas, peu, difficilement, coûteusement, lentement ou non-renouvelables). Or le temps est une ressource, et cette ressource est totalement non-renouvelable. Le temps perdu l'est pour toujours.
Depuis les années 1970, et plus encore depuis le premier sommet de la Terre de Rio en juin 1992, sont apparus (en Italie par exemple) des Bureaux des temps (offre de services consacrés aux questions temporelles, de la part des collectivités au citoyens, associations et entreprises) et des politiques temporelles (en France marqué au début des années 2000, par les lois Aubry sur l’aménagement et la réduction du temps de travail puis par l'exemple de la Métropole de Lyon, l'un des premiers grand territoires à mettre formellement en place un “Espace des temps” (2002) devenu en 2008, une “mission temps et services innovants”), la gestion dite « durable » des ressources prend de l'importance dans le cadre des démarches d'Aménagement du territoire et de développement soutenable. La gestion par les collectivités de la ressource « temps », dans le contexte de la mondialisation et d'une diversification des temps de vie, implique de ré-évaluer et concevoir différemment les politiques de mobilités, de rythmes (scolaires et de travail), les horaires d’ouverture des services publics, de la vie nocturne (en tenant compte de la santé, des besoins de sommeil et des effets de la pollution lumineuse) ; ces politiques publiques visent à aider les citoyens à équilibrer les temps de leurs vies, selon leur âge et leurs besoins entre travail, soins, repos et temps de vie personnelle et sociale.
Ceci a conduit dans le monde à l'apparition de stratégie et « politiques temporelles ». Elles ont été formalisées depuis les années 2000 par un nombre croissant de collectivités locales et métropolitaines (ex. : Barcelone, Bogota, Strasbourg, Rennes, Milan, Bolzano…) et plus rarement au sein de collectivités régionales (ex. : région catalane, première région européenne à avoir inscrit une réforme des politiques d'utilisation du temps sur son agenda politique avec son « Initiative de réforme de l'utilisation du temps » ou Iniciativa per la Reforma Horària).
Là où l'on ne parlait antérieurement que d'aménagement du territoire, s'ajoute alors une dimension « Espace-temps ».

### À l'échelle internationale
L'ONG International Association for Time Use Research (IATUR) est une organisation internationale initialement mise en place par des sociologues pour coordonner et approfondir la recherche sur l'utilisation du temps ; elle associe aujourd'hui des chercheurs de plus de 40 pays (universitaires, membres d'offices nationaux de statistique et d'autres agences gouvernementales ou de collectivités, membres d'organisations internationales, d'entreprises, de médias et d'organismes de recherche privés) qui étudient l'évolution de nos pratiques et relations à l'égard du temps, notamment sur la base d'enquêtes sur l'emploi du temps. Issue d'un groupe de travail sur les budgets-temps et les activités sociales lancé en 1970 à par l'Association internationale de sociologie, elle a adopté son nom IATUR en 1988.
L'IATUR promeut des approches qualitatives et quantitatives de l'étude de la façon dont les gens utilisent leur temps, publie un journal Electronic International Journal of Time Use Research (eIJTUR) et organise une conférence annuelle où les chercheurs partagent leurs questionnements, données, analyses et résultats. L'IATUR a lancé ou accompagné plusieurs projets visant à « harmoniser les données sur l'utilisation du temps pour la recherche transnationale et internationale », améliorer les cadres et normes de collecte et d'analyse des données sur l'emploi du temps ; accroître l'accès aux techniques de recherche sur l'emploi du temps ; mieux partager, collaborativement, les résultats de cette recherche.

### En Europe
En Europe ces démarches sont soutenues par un « Réseau européen des temps », piloté par le Barcelona Time Use Initiative (BTUI) de Barcelone, qui a notamment produit une « déclaration européenne sur le temps » concrétisée par un « plan d’actions temporelles 2022-2023 ». Fin 2020, alors que le confinement imposé par la pandémie de Covid-19 suscite de nombreux articles sur le temps retrouvé, et bouleverse la gestion du temps (de transport notamment), au profit pour certains d'un temps retrouvé et au détriment de leur qualité de vie pour d'autres, les signataires d'un mémorandum prônant un « droit au temps » » demandent aux autorités européennes d'adopter une politique du temps visant une meilleure qualité de vie, une relation plus juste entre les sexes et les générations, au profit d'un développement plus soutenable. Ils demandent aussi la création d'une Académie Européenne du Temps qui rassemblerait et partagerait les connaissances et les retours d'expériences des politiques temporelles testées ou à tester dans les pays européens, pour les diffuser, dans l’UE notamment.
L'Italie a été pionnière dès la fin des années 1990 avec la loi Turco, approuvée le 8 mars 2000 sous le nom « Disposition pour le soutien de la maternité et de la paternité, pour le droit aux soins et à la formation, et pour la coordination des temps des villes ». Cette loi a été portée par la députée Livia Turco sur la base des travaux scientifiques, et en particulier de chercheuses comme Chiara Saraceno et Laura Balbo qui ont montré combien la tyrannie du temps de travail pouvait dégrader la qualité de vie (notamment des femmes) et combien le temps est un « bien commun » et une ressource individuelle extraordinaire et non-renouvelable. Cette loi votée en 2000 Cette loi institue notamment un congé parental et valorise le congé paternité, prévoyant aussi un congé (non payé) jusqu’à deux ans quand surviennent de graves motifs familiaux. Elle crée un congé pour la formation et la formation continue et aide les parents d’enfants handicapés avec notamment jusqu’à deux ans de congé payé pour les travailleurs parents d’enfants gravement handicapés. Elle alloue des ressources aux entreprises qui améliorent la flexibilité horaires au profit des soins et des familles. Elle est enfin à l'origine de la création de « Bureaux des Temps » dans les régions et dans les collectivités de plus de 20 000 habitants. 
Les Régions italiennes votent des orientations régionales associés à des ressources financières pour encourager les communes à mettre en œuvre un Plan territorial des horaires tenant compte des effets sur le trafic et la pollution qu'il induit, sur les qualités de la vie citadine, les horaires d’ouverture des administrations, bureaux et services (publics et privés), des activités commerciales, etc. Chaque maire doit nommer un responsable ayant compétence en matière de temps et d’horaires. Les adjoints au maire doivent tous, transversalement, intégrer les choix retenus par le plan municipal dans celui-ci. Une concertation est instituée entre municipalités, d’autres institutions et les parties économiques et sociales. 
Des Banques du Temps,,, nées spontanément dans diverses villes, sont encouragées est soutenues par la loi. Un bilan tiré après plus de 10 ans montre que cette loi a été peu appliquée : pas de loi régionale claire votée sauf en Lombardie, et peu de municipalités se sont impliquées sur le sujet, hormis via les Banques du temps qui ont connu un succès. Ces banques valorisent la ressource non-monétaire qu'est le temps, via des « réseaux d'échanges réciproques qui permettent la reconstitution des liens de solidarité pour faire face à des besoins ponctuels ». Selon Elisa Terrier, il y avait environ 300 banques du temps avec 20 000 membres au début des années 2000.
En France, de nombreux systèmes d'échanges locaux (SEL) s'inscrivent dans cette philosophie et utilisent une monnaie-temps, à la manière des Banques de temps (exemple : 60 grains de SEL = une heure de garde d'enfants ; une heure de bricolage = une heure de ménage…). Il existe aussi un réseau « Tempo territorial » regroupant des chercheurs et une douzaine [en 2020], de collectivités locales testant, à leur échelle, des politiques temporelles ; ce réseau est lui-même membre du « Réseau européen des temps ». Le 23 mai 2020, dans le journal Libération, 153 élus, chercheurs, experts et personnalités travaillant sur ce sujet ont signé une tribune réclamant un « droit au temps », et ce réseau a soutenu le mémorandum européen de décembre 2020.
En Allemagne, une « Société Allemande pour une Politique du Temps » (Deutsche Gesellschaft fürZeilt Politik) a été créée par des universitaires de plusieurs disciplines, des syndicalistes et des employeurs et divers représentants de la société civile.